# Fullerton, California
Fullerton este un oraș din comitatul Orange, statul  California,  Statele Unite ale Americii.  este un oraș cu 133.439 loc (2004) situat în comitatul Orange County, statul California, SUA. Localitatea se întinde pe suprafața de 57,6 km².
1. ↑   https://www.cityoffullerton.com/government/city-council/council-member-fred-jung, accesat în 12 mai 2022 Lipsește sau este vid: |title= (ajutor)
2. ↑  Recensământul Statelor Unite ale Americii din 2010, accesat în 9 iulie 2020